# Доње Штипље
Доње Штипље је насељено место града Јагодине у Поморавском округу. Према попису из 2011. било је 202 становника, док је на попису из 2022. године било 158 становника.
Овде се налазе Запис Стевановића крушка (Доње Штипље), Запис Ђорђевића храст (Доње Штипље) и Запис липа код цркве (Доње Штипље).

## Историја
До Другог српског устанка Доње Штипље се налазило у саставу Османског царства. Након Другог српског устанка Доње Штипље улази у састав Кнежевине Србије и административно је припадало Јагодинској нахији и Левачкој кнежини све до 1834. године када је Србија подељена на сердарства. Постоје две легенде о настанку села. Једна је да се старо село Јешековац, које се налазило поред реке раселило, због Турака и преместило се на данашње место и са се у прво време звало само Штипље. Онда се део становништва одвојио и населио простор који је понео име Горње Штипље. Друга легенда каже да се село налазило некада у Старом селу (Селишту) али да становништво раселило и образовало Горње Штипље и Доње Штипље.
Најзначајнија личност из Доњег Штипља у време Првог српског устанка био је капетан Гаја који је под својом командом имао 500 војника и погинуо је на Делиграду 1809. године. Село Доње Штипље је 1832. године је припадало јагодинској капетанији, под командом капетана Димитрија Ђорђевића давало 8 пешака и 1 коњаника. Једног одбеглог турског низама из београдске тврђаве ухватио је у штипљанској механи Риста Јоксимовић, члан Примирителног суда Штипљанске општине у лето 1839. године. Општина доњоштипљанска према попису 1839. године имала је у свом саставу села Доње Штипље, Горње Штипље, Врановац, Горњи Рачник и Доњи Рачник, а на челу је био кмет Риста Јоксимовић са помоћницима Васом Јовановићем и Милошем Радуловићем. У селу се 1857. године богатством истицао Радован Ристић који је за изградњу споменика вожду Карађорђу даровао 8 гроша. Године 1901. село Доње Штипље припадало је општини јошаничкој среза беличког. Марта 1904. године село Доње Штипље указом краља Петра I изузето из општине јошаничке и придодано општини врановачкој.
Током периода између два светска рата политиком се бавио Владимир Вулић који је био представник Југословенске народне странке "Борбаша". У првој години Другог светског рата у Југославији жандармска станица и општина у Доњем Штипљу током августа 1941. била је више пута нападнута од стране партизанске Беличке чете. Део партизанске Беличке чете, 6. септембра 1941, заузео је Доње Штипље, затворио општину, председнику Милораду Васићу наређено је да не извршава наредбе окупатора и Владе народног спаса и отерана су говеда и свиње са фарме произвођача саламе из Јагодине, Клефиша.

## Демографија
Први попис Кнежевине Србије из 1834. године, у савременом смислу, доноси податак да је у Доње Штипљу у 32 куће живело 197 становника. Попис из 1863. године доноси податак да је у селу Доњем Штипљу живело 239 житеља и да је село припадало врановачкој општини беличког среза. По подацима од децембра 1874. године унетим у Државопису Србије из 1879. године село Доње Штипље је припадало врановачкој општини и имало је 282 становника из 58 породица у 49 кућа.
У насељу Доње Штипље живи 230 пунолетних становника, а просечна старост становништва износи 49,7 година (47,1 код мушкараца и 52,2 код жена). У насељу има 108 домаћинстава, а просечан број чланова по домаћинству је 2,52.
Ово насеље је великим делом насељено Србима (према попису из 2002. године), а у последња три пописа, примећен је пад у броју становника.
|  |

| Демографија | Демографија | Демографија |
| Година      | Становника  | Становника  |
| ----------- | ----------- | ----------- |
| 1948.       | 786         |             |
| 1953.       | 722         |             |
| 1961.       | 650         |             |
| 1971.       | 518         |             |
| 1981.       | 418         |             |
| 1991.       | 356         | 333         |
| 2002.       | 272         | 297         |
| 2011.       | 202         |             |
| 2022.       | 158         |             |

| Етнички састав према попису из 2002.‍ | Етнички састав према попису из 2002.‍ | Етнички састав према попису из 2002.‍ | Етнички састав према попису из 2002.‍ | Етнички састав према попису из 2002.‍ |
| ------------------------------------ | ------------------------------------ | ------------------------------------ | ------------------------------------ | ------------------------------------ |
|                                      |                                      |                                      |                                      |                                      |
| Срби                                 | Срби                                 |                                      | 271                                  | 99,63%                               |
| Црногорци                            | Црногорци                            |                                      | 1                                    | 0,36%                                |
| непознато                            | непознато                            |                                      | 0                                    | 0,0%                                 |

| Доње Штипље у пописима Јагодинске нахије — од 1818. до 1829.                      |       |       |       |       |       |       |          |       |       |       |       |       |
| Година пописа                                                                     | 1818. | 1819. | 1820. | 1821. | 1822. | 1823. | 1824/25. | 1825. | 1826. | 1827. | 1828. | 1829. |
| Куће                                                                              | 40    | 43    | 28    | 28    | 28    | 29    | 29       | 29    | 30    | 30    | 31    | 32    |
| Пореске главе*                                                                    | -     | 49    | 33    | 34    | 36    | 37    | 37       | 35    | 35    | 36    | 36    | 35    |
| Арачке главе**                                                                    | 93    | 105   | 63    | 63    | 63    | 65    | 76       | 81    | 84    | 82    | 84    | 87    |
| *Пореске главе = Ожењени мушкарци \| ** Арачке главе = Мушкарци од 7 до 70 година |       |       |       |       |       |       |          |       |       |       |       |       |

| Година пописа     | 1948. | 1953. | 1961. | 1971. | 1981. | 1991. | 2002. |
| ----------------- | ----- | ----- | ----- | ----- | ----- | ----- | ----- |
| Број домаћинстава | 147   | 147   | 159   | 149   | 122   | 115   | 108   |

| Број чланова      | 1  | 2  | 3  | 4  | 5 | 6 | 7 | 8 | 9 | 10 и више | Просек |
| ----------------- | -- | -- | -- | -- | - | - | - | - | - | --------- | ------ |
| Број домаћинстава | 31 | 34 | 18 | 15 | 4 | 4 | 1 | 1 | 0 | 0         | 2,52   |

| Пол    | Укупно | Неожењен/Неудата | Ожењен/Удата | Удовац/Удовица | Разведен/Разведена | Непознато |
| ------ | ------ | ---------------- | ------------ | -------------- | ------------------ | --------- |
| Мушки  | 116    | 31               | 72           | 8              | 5                  | 0         |
| Женски | 123    | 9                | 74           | 36             | 2                  | 2         |
| УКУПНО | 239    | 40               | 146          | 44             | 7                  | 2         |

| Пол    | Укупно                    | Пољопривреда, лов и шумарство | Рибарство                            | Вађење руде и камена | Прерађивачка индустрија       |
| ------ | ------------------------- | ----------------------------- | ------------------------------------ | -------------------- | ----------------------------- |
| Мушки  | 59                        | 27                            | 1                                    | 0                    | 18                            |
| Женски | 30                        | 26                            | 0                                    | 0                    | 1                             |
| УКУПНО | 89                        | 53                            | 1                                    | 0                    | 19                            |
| Пол    | Производња и снабдевање   | Грађевинарство                | Трговина                             | Хотели и ресторани   | Саобраћај, складиштење и везе |
| Мушки  | 1                         | 3                             | 5                                    | 1                    | 0                             |
| Женски | 0                         | 1                             | 0                                    | 0                    | 0                             |
| УКУПНО | 1                         | 4                             | 5                                    | 1                    | 0                             |
| Пол    | Финансијско посредовање   | Некретнине                    | Државна управа и одбрана             | Образовање           | Здравствени и социјални рад   |
| Мушки  | 0                         | 0                             | 1                                    | 0                    | 0                             |
| Женски | 0                         | 0                             | 1                                    | 0                    | 1                             |
| УКУПНО | 0                         | 0                             | 2                                    | 0                    | 1                             |
| Пол    | Остале услужне активности | Приватна домаћинства          | Екстериторијалне организације и тела | Непознато            | Непознато                     |
| Мушки  | 2                         | 0                             | 0                                    | 0                    | 0                             |
| Женски | 0                         | 0                             | 0                                    | 0                    | 0                             |
| УКУПНО | 2                         | 0                             | 0                                    | 0                    | 0                             |